# Nordamerikanisch-katalanische Gesellschaft
Die Nordamerikanisch-katalanische Gesellschaft (North-American Catalan Society oder NACS) ist eine berufliche Gesellschaft, die alle Forscher, Studenten and Leute im Allgemeinen besonders in den USA und Kanada sammelt, die Interesse an irgendeinem Aspekt der Kultur der katalanischen Ländern und der katalanischen Sprache (Literatur, Linguistik, Kunst, Geschichte und Philosophie u. a.) zeigen.
Sie wurde 1978 während des ersten Kolloquiums katalanischer Studien in Nordamerika (First Colloquium of Catalan Studies in North America) gegründet. Dieses Kolloquium findet an der Universität Illinois in Urbana-Champaign statt, und es wurde von Josep Roca i Pons gefördert. Die NACS ist der Förderung der Studien über die katalanische Sprache und ihre Kultur in akademischen Bereichen Nordamerikas gewidmet. Sie veröffentlicht auch die Catalan Review: International Journal of Catalan Culture.
1997 verliehen der Institut für katalanische Studien und die regionale katalanische Regierung der NACS den angesehenen Ramon-Llull-Preis für ihre Förderung der katalanischen Kultur in der Welt. 1998 bekam die NACS auch den Creu-de-Sant-Jordi-Preis.
Der jetzige Präsident (für 2013–2015) ist Lourdes Manyé, der Lehrer an der Furman University ist.